# Vitosha New Otani Open 1989
Vitosha New Otani Open 1989 — жіночий тенісний турнір, що проходив на відкритих кортах з ґрунтовим покриттям у Софії (Болгарія). Належав до турнірів 1-ї категорії в рамках Туру WTA 1989. Тривав з 31 липня до 6 серпня 1989 року. Друга сіяна Ізабель Куето здобула титул в одиночному розряді.

## Фінальна частина

### Одиночний розряд
Ізабель Куето —  Катарина Малеєва 6–2, 7–6(7–3)
- Для Куето це був 2-й титул за сезон і 5-й — за кар'єру.

### Парний розряд
Лаура Гарроне /  Лаура Голарса —  Зілке Маєр /  Елена Пампулова 6–4, 7–5
- Для Гарроне це був єдиний титул за сезон і 1-й — за кар'єру. Для Голарси це був єдиний титул за сезон і 1-й — за кар'єру.